# Skarresø (Djursland)
 For alternative betydninger, se Skarresø. (Se også artikler, som begynder med Skarresø)
Skarresø er en lille landsby på Djursland, beliggende i Skarresø Sogn mellem Thorsager, Ryomgård og Kolind. Landsbyen ligger i Syddjurs Kommune og tilhører Region Midtjylland.
I Skarresø ligger  bl.a. en nedlagt brugsforretning (Skarresøhus), præstegård, kirke, kirkegård, fælleshus, sidevej til grusgrav, samt 8 almene og nyere boliger. Skarresø er omgivet af skove, og der befinder sig to spejderhytter i Skarresøs lokalområde. 
Skarresø Kirke ligger på en forhøjning med udsigt over Skarresø Sø, en del af Kolindsund.